# Elasmogorgia
Elasmogorgia is een geslacht van neteldieren uit de klasse van de Anthozoa (bloemdieren).

## Soorten
- Elasmogorgia filiformis Wright & Studer, 1889
- Elasmogorgia flexilis Hickson, 1905
- Elasmogorgia mitsukurii (Kinoshita, 1909)
- Elasmogorgia ramosa Nutting, 1912